# Smak (gruppo musicale)

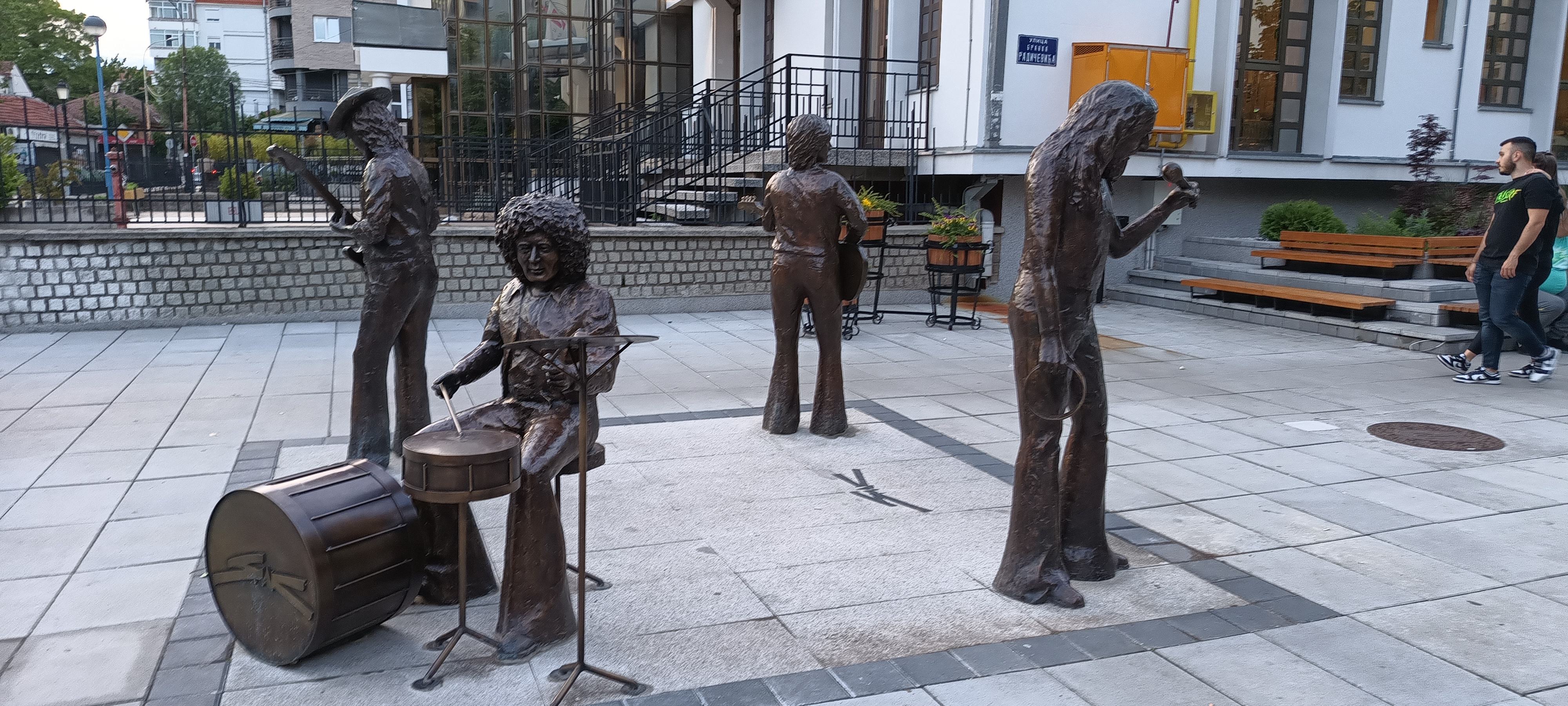
Monumento al gruppo rock Smak a Kragujevac (2023)

Gli Smak (in alfabeto cirillico serbo Смак) sono un gruppo rock serbo originario di Kragujevac.
Il gruppo si è costituito nei primi anni '70 ed è diventato subito uno dei gruppi di punta della scena musicale jugoslava, grazie anche all'influenza del leader e chitarrista Radomir Mihailović, nato a Čačak nel 1950.
Il nome è un acronimo di Samostalni Muzički Ansambl Kragujevac e contestualmente una parola serba che vuol dire "fine del tempo".

## Formazione
Attuale
- Radomir Mihajlović "Točak" – chitarra (1971–1978, 1979–1981, 1986–1992, 1994–2002, 2010–presente)
- Slobodan Stojanović "Kepa" – batteria, percussioni (1971–1981, 1986–1992, 1994–2002, 2010–present)
- Milan Milosavljević "Mikica" – chitarra (1994–2002, 2010–presente)
- Dejan Stojanović "Kepa Jr." – batteria, percussioni (1994–2002, 2010–presente)
- Dejan Najdanović "Najda" – voce (1994–2002, 2010–presente)
- Dejan Zdravevski – tastiere (2012–presente)
- Filip Milanović – basso (2015–presente)

Ex membri
- Zoran Milanović – basso (1971–1981, 1986–1992, 2012, 2013, 2015)
- Miša Nikolić – tastiere (1971–1972)
- Slobodan Kominac "Koma" – voce (1971–1972, 1973)
- Slobodan Jovanović "Johan" – voce (1972)
- Milorad Petrović "Kimi" – voce (1973)
- Boris Aranđelović – voce (1973–1981, 1986–1987, 1989–1992, 2012, 2013, 2015)
- Laza Ristovski – tastiere (1974–1976, 1979–1981, 1992)
- Miodrag Petkovski "Miki" – tastiere (1976–1978, 1979)
- Tibor Levay – tastiere (1978)
- David Moss – percussioni (1978)
- Milan Đurđević – tastiere (1986–1990)
- Milan Šćepović – voce (1988, 1990)
- Vlada Samardžić – basso (1994–1997)
- Slobodan Marković "Sale" – basso (1997–2002)
- Miloš Petrović "Šomi" – basso (2010–2013)

## Discografia
- 1975 - Smak
- 1976 - Satelit (EP)
- 1977 - Crna dama
- 1978 - Black Lady
- 1978 - Smak Super 45 (EP)
- 1978 - Stranice našeg vremena
- 1978 - Dab in the Middle
- 1980 - Rok cirkus
- 1981 - Zašto ne volim sneg
- 1986 - Smak 86.
- 1995 - Bioskop Fox
- 1999 - Egregor
- 2012 - Delfin (EP)